# Portugal no Campeonato do Mundo de Futebol de 2002
O Campeonato do Mundo de Futebol de 2002 foi a 17ª edição do torneio e foi disputado na Coreia do Sul e no Japão. Portugal não esteve bem no Campeonato do Mundo de 2002, pois venceu apenas uma partida das três que disputou e foi eliminado.
Considerado o ponto mais baixo da “Geração de Ouro”, desde a ausência do Mundial de França, em 1998, foi uma das piores prestações de Portugal numa fase final de uma grande competição internacional.
O melhor marcador de Portugal na Copa do Mundo de 2002 foi Pedro Pauleta com 3 golos marcados todos contra a Polónia.

## Participação

### Fase de grupos
| Equipe         | Pts | J | V | E | D | GP | GC | Saldo |
| -------------- | --- | - | - | - | - | -- | -- | ----- |
| Coreia do Sul  | 7   | 3 | 2 | 1 | 0 | 4  | 1  | +3    |
| Estados Unidos | 4   | 3 | 1 | 1 | 1 | 5  | 6  | -1    |
| Portugal       | 3   | 3 | 1 | 0 | 2 | 6  | 4  | +2    |
| Polónia        | 3   | 3 | 1 | 0 | 2 | 3  | 7  | -4    |

| 5 de junho | Estados Unidos                                 | 3 – 2     | Portugal                    | Suwon World Cup Stadium, Suwon            |
| 18:00      | O'Brien 4' · J. Costa 29' (g.c.) · McBride 36' | Relatório | Beto 39' · Agoos 71' (g.c.) | Público: 37 306 Árbitro: ECU Byron Moreno |

| 10 de junho     | Portugal                                    | 4 – 0     | Polónia | Jeonju World Cup Stadium, Jeonju         |
| 20:30 Histórico | Pedro Pauleta 14', 65', 77' · Rui Costa 88' | Relatório |         | Público: 31 000 Árbitro: SCO Hugh Dallas |

| 14 de junho | Portugal | 0 – 1     | Coreia do Sul    | Estádio Munhak de Incheon, Incheon         |
| 20:30       |          | Relatório | Park Ji-sung 70' | Público: 50 239 Árbitro: ARG Ángel Sánchez |